# Wilhelm Kleinmann
Wilhelm Otto Max Kleinmann (* 29. Mai 1876 in Barmen (heute Stadtteil von Wuppertal); † 16. August 1945) war ein deutscher Eisenbahnbeamter und Politiker. Von 1933 bis 1945 war er stellvertretender Generaldirektor der Deutschen Reichsbahn, ab 1938 zusätzlich Staatssekretär im Reichsverkehrsministerium.

## Beginn der beruflichen Karriere
Nach einem Ingenieurstudium an den Technischen Hochschulen Berlin, wo er Mitglied der Berliner Burschenschaft Cimbria wurde, und Hannover war er ab 1904 im Dienst der Preußischen Staatseisenbahnen bei den Eisenbahndirektionen Elberfeld, Straßburg und Saarbrücken tätig. Im Ersten Weltkrieg war Kleinmann an der deutschen Ostfront eingesetzt; ab 1916 war er Betriebsleiter der Militäreisenbahndirektion Bukarest.
Nach dem Krieg arbeitete er zunächst bei der Eisenbahndirektion Kattowitz und nach deren Auflösung ab 1922 in der Reichsbahndirektion Oppeln unter dem dortigen Direktionspräsidenten und späteren Reichsbahn-Generaldirektor und Reichsverkehrsminister Julius Dorpmüller. Hier nahm er an den Auseinandersetzungen um den Status von Oberschlesien teil. Im Januar 1923 wurde Kleinmann betriebstechnischer Leiter in der Oberbetriebsleitung West der Reichsbahn in Essen, 1924 wurde er zum Direktor der Reichsbahn ernannt.

## Aufstieg in Reichsbahn und Partei
In Essen hatte Kleinmann Kontakte zu den Nationalsozialisten; er wurde deren Beauftragter in Transportfragen. Zum 1. Oktober 1931 trat er der NSDAP bei (Mitgliedsnummer 663.996).
Am 1. Juni 1933 wurde Kleinmann zum Präsidenten der Reichsbahndirektion Köln ernannt. Diese Aufgabe übernahm er nur wenige Wochen; sie war nur aus laufbahnrechtlichen Gründen erforderlich. Kleinmann löste am 25. Juli  1933 Wilhelm Weirauch als Stellvertreter des Generaldirektors der Reichsbahn ab. Im Auftrag von Rudolf Heß hatte inzwischen Rolf Reiner den Führungsstab Reichsbahn als eine Sektion im Stab des Stellvertreters des Führers aufgebaut. Heß wählte Kleinmann als Verbindungsmann der NSDAP zur Reichsbahn aus. Der Führungsstab sollte die Wünsche Adolf Hitlers und der NSDAP innerhalb der Deutschen Reichsbahn-Gesellschaft umsetzen, ohne dass dafür die Rechtsform des Unternehmens zu ändern oder der Generaldirektor zu entlassen war. In erster Linie ging es dabei um die Entlassung von Juden und Sozialdemokraten sowie um die Besetzung wichtiger Positionen mit zuverlässigen Nationalsozialisten.
Kleinmann entwickelte eine emsige Tätigkeit, um die Spitze der Reichsbahn von Beschäftigten zu „säubern“, die den Nationalsozialisten als unzuverlässig galten, wobei er für Neubesetzungen aber durchaus auf die erforderliche fachliche Qualifikation achtete. Er wurde am 12. Februar 1937 zum Staatssekretär und obersten Bahnschutzführer im Reichsverkehrsministerium ernannt.
Seit 1933 gehörte Kleinmann zu den Mitgliedern der nationalsozialistischen Akademie für Deutsches Recht Hans Franks.
In der SA wurde Kleinmann im September 1933 zum Standartenführer und am 5. Juni 1934 zum Oberführer befördert. Ab 20. April 1936 hatte er den Rang eines SA-Brigadeführers als Mitglied der Obersten SA-Führung inne, ein Jahr später wurde er SA-Gruppenführer und 1942 Obergruppenführer. 1938 erhielt er das Goldene Parteiabzeichen der NSDAP. Kleinmann leitete auch die Geschäftsgruppe Verkehr für den Vierjahresplan und war Mitglied im Freundeskreis Reichsführer SS. 1942 verlieh ihm die Technische Hochschule Darmstadt den Titel eines Dr.-Ing. ehrenhalber.

## Entlassung
Am 18. Dezember 1941 griff Joseph Goebbels den im Führerhauptquartier anwesenden Kleinmann persönlich an und warf ihm vor, den Transportraum zur Versorgung der Front und der Heimatbevölkerung zugunsten „der Aufrechterhaltung eines künstlichen Friedenszustandes in der Heimat“ zu vernachlässigen. Am 20. Februar 1942 drohte Adolf Hitler Kleinmann wegen der unzureichenden Leistungen der Bahn in Russland mit der Gestapo. Wenige Tage zuvor waren schon die Reichsbahnräte Eugen Hahn und Erwin Landenberger in Minsk und Kiew verhaftet und zur Abschreckung im KZ Sachsenhausen festgesetzt worden. Auch Albert Speer betrieb die Ablösung Kleinmanns. Obwohl Dorpmüller ihn halten wollte, wurde Kleinmann am 26. Mai 1942 „auf eigenen Wunsch“ und wegen „Überschreitung der Altersgrenze“ – laut Presseberichten „aus gesundheitlichen Gründen“
 – ehrenvoll entpflichtet, durch Albert Ganzenmüller ersetzt und im selben Monat zum Generaldirektor der MITROPA ernannt.

## Tod
Vermutlich wurde Kleinmann in Berlin 1945 von Angehörigen der Roten Armee ergriffen und in ein Internierungslager bei Posen gebracht. Seine Ehefrau ließ ihn zunächst als vermisst melden und später für tot erklären. Der 16. August 1945 ist sein angenommener Todestag.